# San Lorenzo Nuovo
San Lorenzo Nuovo là một thị xã ở tỉnh Viterbo, trong vùng Latium của Italia. Đây là một trung tâm quan trọng với các nông sản khoai tây, dầu olive, tỏi, hành, ngũ cốc và nho. Du lịch cũng là một ngành kinh tế quan trọng.
Thị xã nằm ở phía bắc của vành miệng núi lửa hồ Bolsena. Các đô thị phụ cận có: Acquapendente, Bolsena, Castel Giorgio, Gradoli và Grotte di Castro.